# Лес Кортс
Лес Кортс (исп. Les Corts, кат. Les Corts) — административный район города Барселоны под номером 4. Расположен в западной части города, граничит с городскими районами Саррия-Сан-Хервасио на севере, Эшампле на востоке и Сантс-Монтжуик на юго-востоке, а также с муниципалитетами провинции Барселона: Оспиталет на юге, Эсплугес-де-Льобрегат на западе и Сан-Жуст-Десверн на северо-западе.
Это третий по величине район Барселоны, его площадь — 6,08 км² (третье место после Грасиа и Старого города), а также наименее населенный (82 588 жителей в 2005 году). Плотность населения — 13 584 чел/км², что ниже среднего по городу.
Район ведёт свою историю с древнего города Лес Кортс-де-Саррия, от которого отделился в 1836 году, и присоединён к территории города Барселоны в соответствии с декретом 1897 года. Название района происходит от латинских слов cohors, cohortes (что означает «сельские дома»), в связи с тем, что в этом месте до начала массовой урбанизации XX века располагались римские виллы и масии.
Традиционно район был разделен на 10 подрайонов:Camp de la Creu, Camp Vell, Can Batllori, Can Sol de Baix, Centre, Can Bacardí, La Mercè, Pedralbes, Sant Ramon и Zona Universitària. В 2006 году решением городского совета Барселоны было утверждено административное деление района на три подрайона (исп. barrios):
- Лес Кортс[исп.]
- Ла Матернитат-и-Сан-Рамон[исп.]
- Педральбес[исп.]*.